# Octavian Moșescu
Octavian Moșescu (n. 23 mai 1894, Tâmboești - d. 23 aprilie 1982, Râmnicu Sărat) a fost un publicist, editor, memorialist, colecționar de artă și epigramist român, animator cultural. Octavian Moșescu a fost participant activ ca jurnalist, scriitor al publicației asociației Sindicatul Artelor Frumoase, susținător și colecționar de artă la mișcarea artistică a Avangardei artistice românești.

## Biografie
S-a născut în comuna Tâmboești din județul Râmnicu Sărat, (azi în județul Vrancea), râmnicean după tată, descinzând dintr-o familie cu onomastica de „Moșu”. În Tâmboești, unde mama fusese numită învățătoare, își va petrece primii ani de studiu. A absolvit gimnaziul „Vasile Boerescu” din Râmnicu Sărat în 1909, după care intră, ca bursier, la Liceul „Anastasie Bașotă” din Pomârla. 
Încă din timpul gimnaziului, sub îndrumarea profesorului Dimitrie Mazilu, își dezvăluie cele dintâi virtuți literare: la 10-11 ani scria versuri iar la 12 ani publica prima poezie (Lumina). În liceul de la Pomârla - unde îndrumători îi sunt Iorgu Iordan și Romulus Cioflec, fratele editorului - au loc săptămânal, sub conducerea sa, reuniuni literare, conferințe, declamații. Apare aici, dar tiparită la Dorohoi, revista Carpați (1914-1915), care, prin glasul tinerilor, susținea intrarea țării în luptă, alături de aliați, pentru marea unire a românilor.
În 1915 absolvă Liceul Matei Basarab din București, iar între anii 1916-1918, este mobilizat și ia parte la bătăliile de la Osman Facîr, lângă Turtucaia, și Mărășești. În 1920 obține licența în drept la Facultatea de drept din Iași, iar între anii 1921-1925 studiază istoria artelor la Viena, unde îl are profesor pe Joseph Strzygowsky ( Facultatea de istoria artelor).
Între 1921-1926 este președintele Societății Academice România Jună de la Viena., creată de M. Eminescu în urmă cu o jumătate de secol În 1925 întocmește Cartea semicentenarului acestei societăți, având o prefață semnată de Regina Maria. În paginile acestei publicații mai semnează: Nicolae Iorga, Lucian Blaga, Adrian Maniu, Camil Petrescu, George Topârceanu, Panait Istrati, Jean Bart, Mihail Sadoveanu, Ion Minulescu, Ion Pillat, Ionel Teodoreanu, Ioan Slavici și alții. La revenirea în țară i se încredințează directoratul Oficiului de turism al ziarelor „Adevărul” și „Dimineața” și conduce revista „Lumea turistică”.   
Octavian Moșescu, mare iubitor și colecționar de artă,[A] a fost de două ori primar al orașului Balcic (1931-1932, 1938-1940), oraș cu viață culturală extrem de bogată în prima jumătate a secolului al XX-lea.[B] El a organizat aici Universitatea liberă, a fost directorul publicației culturale Coasta de Argint[C](în cinci limbi), a patronat expoziții și, pentru a favoriza viața culturală a orașului, a inițiat o lege prin care artiștii puteau fi împroprietăriți gratuit cu locuri pe care să-și construiască locuințe. Remarcabilă a fost și prezența sa spirituală și la Râmnicu Sărat unde a fost animator cultural, publicist, făuritor de gazete: „Vestala” (1915-1916), „Râmnicu Sărat” (1919), „Foaia Râmnicului” (1921), „Jurnalul nostru” (1924), „Machina” (1924-1925), a realizat savuroase reviste teatrale și antipoliticianiste, a editat „călăuza orașului”.
În 1960, Octavian Moșescu a luat inițiativa organizării Muzeului de Artă din Râmnicu Sărat, a cărui înființare a sprijinit-o și printr-o donație. În acest demers a fost ajutat de deputatul Constantin Paraschivescu-Bălăceanu. "A donat în continuare lucrări valoroase, unele dintre ele clasate în patrimoniul cultural național, semnate de artiști ca Petre Iorgulescu-Yor,  Ion Theodorescu-Sion, Ștefan Popescu, Max Hermann Maxy, Nicolae Enea, Ion Pacea, Brăduț Covaliu, Ion Popescu Negreni. Pe lângă donațile succesive din 1960,1961,1971,1973, colecționarul a înlesnit donații și achiziții care au îmbogățit patrimoniul secției de artă plastică..."   ( Marius Neculae, Roxana Vișan - Muzeul Municipal Râmnicu Sărat - considerații asupra istoricului constituirii colecțiilor, Revista MEMORIAE INGENII, oct.2013, Muzeul național tehnic prof. ing.Dimitrie Leonida). 
Din 14 mai 2020, prin Hotărâre de Guvern, Muzeul Municipal Râmnicu Sărat și-a schimbat denumirea, devenind Muzeul Municipal ”Octavian Moșescu”. Tot la Râmnicu Sărat se află și casa sa memorială ce datează din anul 1794, fiind cea mai veche construcție civilă din oraș rămasă încă în picioare.
Pe plan familial, Octavian Moșescu a fost căsătorit cu Penca, de origine bulgară și au avut o fiică, Balcica, viitor lector de istoria artei și soție a eseistului și istoricului literar Constantin Măciucă.

## Activitate publicistică
- Director al ziarului „Coasta de Argint”[C] - ziar cultural al Universității Libere din Balcic (2 aprilie 1928 - 1 septembrie 1929), Balcic.
- Calendarul Cooperației din Dobrogea Nouă - întocmit de Octavian Moșescu; editat de Editura Universității Libere „Coasta de Argint”, Balcic, Tipografia „Gutenberg” Bazargic, 1931
- În perioada interbelică, Octavian Moșescu a editat și condus următoarele reviste :  Carpații – revistă literară apărută în anii 1915-1916,  Vestala – revistă literară, 1915-1916,   Foaia Râmnicului – 1920-1926, Machina – 1924-1925,  Jurnalul nostru – 1925, Coasta de argint – revistă a Universității libere din Balcic, publicată în limbile româna, bulgară, turcă și armeană, 1928-1929, Farul Caliacrei – ziar de interes dobrogean, apare la Balcic la 6 noimebrie 1927. Conține versuri de Octavian Moșescu și Ion Ojog, reportaje de Cezar Petrescu și Apostol Culea și un eseu de Ștefan I.Nenițescu. Între anii 1919-1920, a editat șase reviste teatrale : V-ați ars, Acum e rost, Cum cade o revistă, Cântecul lebedei, Hop cu Râmnic și De inimă albastră, pamflete la adresa politicienilor locali. A publicat următoarele antologii literare pe care le-a alcătuit și perfectat :Cartea semicentenarului societății „România jună”-1925 ; Coasta de argint – antologie literară, cuprinzând pagini de proză și poezie ale scriitorilor care au sprijinit activitatea Universității libere, 1931 ;Râmnicu Sărat – Căluză - o antologie cuprinzând pagini literare scrise de mari personalități ale vremii, consacrate acestui oraș.
- Între 1934-1937 a fost director al revistei Lumea turistică, care apărea sub egida Secției de turism a ziarelor Adevărul și Dimineața.

## Operă
- Patru pictori desenatori din colecția Octavian Moșescu : Lucian Grigorescu; Corneliu Mihăilescu; Theodor Pallady; Jean Al. Steriadi, București, Editura Comitetului de Stat pentru Cultură și Artă, 1969
- Cartea semicentenarului România jună, București, 1923
- Râmnicu Sărat, monografie, 1931. Reeditată în 2009 la Ed.Rafet, Râmnicu Sărat
- Vitralii, București, Ed. Litera, 1971
- Alte vitralii, București, Ed. Litera, 1973
- Din jurnalul unui colecționar, București, Ed. Litera, 1974
- Oaspeți de altădată (memorialistică), București, Ed. Litera, 1972
- Epigramiști rîmniceni, Ed. Litera, 1977
- Pânza Penelopei (publicistică), Editura Rafet, 2016
- Rondeluri râmnicene, Editura Rafet, 2016
- Restituiri boeme ( memorialistică), București, Editura Tracus Arte, 2017
- Călător sub umbra Râmnicului, Editura Rafet, 2018
- Ferestre către amintiri ( poezii), București, Editura Detectiv literar, 2019.